# スヴェトラーナ・リアピナ
スヴェトラーナ・リアピナ（Svetlana Liapina）は、旧ソビエト連邦出身の女性フィギュアスケートアイスダンス選手で現在はフィギュアスケートコーチ兼振付師。1989年冬季ユニバーシアード競技大会優勝。1985年世界ジュニア選手権2位。パートナーはゴーシャ・サー。息子はアイスダンス選手のジョナサン・ゲレイロ。

## 経歴
1982-1983年シーズン、ゴーシャ・サーとのカップルで世界ジュニア選手権に初出場し8位。翌1983-1984年シーズンに札幌市で行われた世界ジュニア選手権では3位となり、1984-1985年シーズンの世界ジュニア選手権では2位となる。
1985-1986年シーズン以降はシニアクラスで活動を始めたが、世界選手権や欧州選手権へ出場することはなかった。1989年冬季ユニバーシアード競技大会で優勝し、のちに引退。
引退後はタチアナ・タラソワ率いる「ロシアンオールスターズ」のメンバーとしてアイスショーで活動し、その後フィギュアスケートコーチ兼振付師に転進した。

## 主な戦績
| 大会/年          | 1982-83 | 1983-84 | 1984-85 | 1985-86 | 1986-87 | 1987-88 | 1988-89 |
| ---------------- | ------- | ------- | ------- | ------- | ------- | ------- | ------- |
| NHK杯            |         |         |         |         |         | 2       |         |
| 世界Jr.選手権    | 8       | 3       | 2       |         |         |         |         |
| ユニバーシアード |         |         |         |         | 3       |         | 1       |